# 59 TCN
Năm 59 TCN là một năm trong lịch Julius. 

## Sự kiện
- Liên minh tam hùng lần thứ 1 được thành lập.